# Epigomphus donnellyi
Epigomphus donnellyi – gatunek ważki z rodziny gadziogłówkowatych (Gomphidae). Występuje endemicznie w Meksyku – w stanie Veracruz.